# Шиянов, Иван Иванович
Иван Иванович Шиянов (19 октября 1905, село Палец (ныне в Перевозском районе Нижегородской области) — 7 июня 1982, Крым) — советский военнослужащий, участник Великой Отечественной войны, Герой Советского Союза.

## Биография
Родился в семье рабочего. Русский. Член КПСС с 1928 года. Окончил 5 классов. Работал на фабрике в деревне Власово Борского района, затем стрелочником на станции Моховые Горы. Окончил рабфак.
В Красной армии в 1927—1938 годах и с 1939 года. Окончил Нижегородскую военно-пехотную школу в 1930 году. Служил в пограничных войсках. Участник советско-финляндской войны (1939—1940).
На фронте в Великую Отечественную войну с сентября 1942 года. Командир 225-го стрелкового полка (23-я стрелковая дивизия, 47-я армия, Воронежский фронт) майор Шиянов отличился в ходе битвы за Днепр. 25 сентября 1943 года его полк успешно форсировал Днепр в районе севернее города Канева (Черкасская область), способствовал удержанию Букринского плацдарма. Будучи ранен, Шиянов продолжал руководить боем.
Указом Президиума Верховного Совета СССР от 25 октября 1943 года за успешное форсирование Днепра, прочное закрепление плацдарма на его западном берегу и проявленные при этом отвагу и геройство майору Шиянову Ивану Ивановичу присвоено звание Героя Советского Союза.
В 1949 году окончил Военную академию имени М. В. Фрунзе. С 1953 года полковник Шиянов — в запасе. Проживал в Евпатории. Награждён двумя орденами Ленина, орденом Красного Знамени, Красной Звезды, медалями.
Умер 7 июня 1982 года.

## Награды
- Герой Советского Союза;
- два ордена Ленина;
- орден Красного Знамени;
- орден Отечественной войны I степени.